# Campionato asiatico per club 2015 (maschile)
Il campionato asiatico per club 2015 si è svolto dal 13 al 21 agosto 2015 a Taipei, in Taiwan: al torneo hanno partecipato sedici squadre di club asiatiche e oceaniane e la vittoria finale è andata per la prima volta al Taichung Bank Volleyball Club.

## Regolamento

### Formula
Le squadre hanno disputato una prima fase a gironi con formula del girone all'italiana; al termine della prima fase le prime due classificate del girone A e C hanno acceduto al girone E e le prime due classificate del girone B e D hanno acceduto al girone F, mentre le ultime due classificate del girone A e C hanno acceduto al girone G e le ultime due classificate del girone B e D hanno acceduto al girone H. Le squadre hanno disputato una seconda fase a gironi con formula del girone all'italiana, conservando i risultati degli scontri diretti:
- Le partecipanti al girone E e F hanno acceduto alla fase finale per il primo posto, strutturata in quarti di finale, semifinali, finale per il terzo posto e finale.
- Le quattro eliminate ai quarti di finale della fase finale per il primo posto hanno acceduto alla fase finale per il quinto posto, strutturata in semifinali, finale per il settimo posto e finale per il quinto posto.
- Le prime due classificate del girone G e H hanno acceduto alla fase finale per il nono posto, strutturata in semifinali, finale per l'undicesimo posto e finale per il nono posto.
- Le ultime due classificate del girone G e H hanno acceduto alla fase finale tredicesimo posto, strutturata in semifinali, finale per il quindicesimo posto e finale per il tredicesimo posto.

### Criteri di classifica
Se il risultato finale è stato di 3-0 o 3-1 sono stati assegnati 3 punti alla squadra vincente e 0 a quella sconfitta, se il risultato finale è stato di 3-2 sono stati assegnati 2 punti alla squadra vincente e 1 a quella sconfitta.
L'ordine del posizionamento in classifica è stato definito in base a:
- Numero di partite vinte;
- Punti;
- Ratio dei set vinti/persi;
- Ratio dei punti realizzati/subiti;
- Risultati degli scontri diretti.

## Squadre partecipanti
| - Al-Arabi - Gas Al-Janoob - Al-Qadisiya - Cignal HD - NDS Kabul - Victorian Melbourne - Migrasiya VB - Nakhon Ratchasima | - Ninh Bình - Panasonic Panthers - Pavlodar - Beijing - Sangmu - Sohar - Taichung Bank - Paykan |

## Torneo

### Prima fase
| Girone A           | Girone B    | Girone C            | Girone D  |
| ------------------ | ----------- | ------------------- | --------- |
| NDS Kabul          | Al-Qadisiya | Al-Arabi            | Beijing   |
| Migrasiya VB       | Cignal HD   | Gas Al-Janoob       | Ninh Bình |
| Panasonic Panthers | Sangmu      | Victorian Melbourne | Pavlodar  |
| Taichung Bank      | Paykan      | Nakhon Ratchasima   | Sohar     |

#### Girone A

##### Risultati
| 13 agosto 2015 University of Taipei Gymnasium, Taipei Durata: 1h:01 - Spettatori: 110   | Panasonic Panthers | 3 - 0 | NDS Kabul          | 25-12, 25-12, 25-12                |
| 13 agosto 2015 University of Taipei Gymnasium, Taipei Durata: 1h:31 - Spettatori: 500   | Taichung Bank      | 3 - 1 | Migrasiya VB       | 20-25, 25-19, 25-19, 25-15         |
| 14 agosto 2015 University of Taipei Gymnasium, Taipei Durata: 1h:08 - Spettatori: 500   | NDS Kabul          | 0 - 3 | Migrasiya VB       | 18-25, 17-25, 16-25                |
| 14 agosto 2015 University of Taipei Gymnasium, Taipei Durata: ? - Spettatori: 2 000     | Taichung Bank      | 3 - 0 | Panasonic Panthers | 25-19, 25-20, 25-20                |
| 15 agosto 2015 University of Taipei Gymnasium, Taipei Durata: 1h:57 - Spettatori: 500   | Migrasiya VB       | 3 - 2 | Panasonic Panthers | 19 -25, 25-22, 23-25, 25-22, 15-11 |
| 15 agosto 2015 University of Taipei Gymnasium, Taipei Durata: 1h:00 - Spettatori: 1 520 | Taichung Bank      | 3 - 0 | NDS Kabul          | 25-20, 25-10, 25-16                |

##### Classifica
| Pos | Squadra            | Pt | G | V | P | SV | SP | Ratio | PF  | PS  | Ratio |
| --- | ------------------ | -- | - | - | - | -- | -- | ----- | --- | --- | ----- |
| 1   | Taichung Bank      | 9  | 3 | 3 | 0 | 9  | 1  | 9.000 | 245 | 183 | 1.338 |
| 2   | Migrasiya VB       | 5  | 3 | 2 | 1 | 7  | 5  | 1.400 | 260 | 251 | 1.035 |
| 3   | Panasonic Panthers | 4  | 3 | 1 | 2 | 5  | 6  | 0.833 | 239 | 218 | 1.096 |
| 4   | NDS Kabul          | 0  | 3 | 0 | 3 | 0  | 9  | 0.000 | 133 | 225 | 0.591 |

#### Girone B

##### Risultati
| 13 agosto 2015 University of Taipei Gymnasium, Taipei Durata: 0h:56 - Spettatori: 110 | Al-Qadisiya | 0 - 3 | Paykan      | 12-25, 11-25, 19-25 |
| 13 agosto 2015 University of Taipei Gymnasium, Taipei Durata: 1h:18 - Spettatori: 200 | Cignal HD   | 0 - 3 | Sangmu      | 24-26, 18-25, 21-25 |
| 14 agosto 2015 University of Taipei Gymnasium, Taipei Durata: 1h:16 - Spettatori: 100 | Al-Qadisiya | 0 - 3 | Cignal HD   | 22-25, 17-25, 24-26 |
| 14 agosto 2015 University of Taipei Gymnasium, Taipei Durata: 1h:16 - Spettatori: 100 | Sangmu      | 0 - 3 | Paykan      | 17-25, 22-25, 20-25 |
| 15 agosto 2015 University of Taipei Gymnasium, Taipei Durata: 1h:13 - Spettatori: 250 | Cignal HD   | 0 - 3 | Paykan      | 18-25, 14-25, 26-28 |
| 15 agosto 2015 University of Taipei Gymnasium, Taipei Durata: 1h:05 - Spettatori: 100 | Sangmu      | 3 - 0 | Al-Qadisiya | 25-15, 25-12, 25-15 |

##### Classifica
| Pos | Squadra     | Pt | G | V | P | SV | SP | Ratio | PF  | PS  | Ratio |
| --- | ----------- | -- | - | - | - | -- | -- | ----- | --- | --- | ----- |
| 1   | Paykan      | 9  | 3 | 3 | 0 | 9  | 0  | MAX   | 228 | 159 | 1.433 |
| 2   | Sangmu      | 6  | 3 | 2 | 1 | 6  | 3  | 2.000 | 210 | 180 | 1.166 |
| 3   | Cignal HD   | 3  | 3 | 1 | 2 | 3  | 6  | 0.500 | 197 | 217 | 0.907 |
| 4   | Al-Qadisiya | 0  | 3 | 0 | 3 | 0  | 9  | 0.000 | 147 | 226 | 0.650 |

#### Girone C

##### Risultati
| 13 agosto 2015 Taipei Gymnasium, Taipei Durata: 1h:50 - Spettatori: 200 | Gas Al-Janoob       | 1 - 3 | Al-Arabi            | 20-25, 28-26, 22-25, 19-25        |
| 13 agosto 2015 Taipei Gymnasium, Taipei Durata: 1h:15 - Spettatori: 200 | Nakhon Ratchasima   | 3 - 0 | Victorian Melbourne | 25-18, 25-23, 25-21               |
| 14 agosto 2015 Taipei Gymnasium, Taipei Durata: 1h:07 - Spettatori: 200 | Victorian Melbourne | 0 - 3 | Al-Arabi            | 20-25, 18-25, 9-25                |
| 14 agosto 2015 Taipei Gymnasium, Taipei Durata: 1h:51 - Spettatori: 200 | Nakhon Ratchasima   | 2 - 3 | Gas Al-Janoob       | 23-25, 25-15, 25-16, 15-25, 11-15 |
| 15 agosto 2015 Taipei Gymnasium, Taipei Durata: 1h:15 - Spettatori: 300 | Nakhon Ratchasima   | 0 - 3 | Al-Arabi            | 21-25, 18-25, 19-25               |
| 15 agosto 2015 Taipei Gymnasium, Taipei Durata: 1h:07 - Spettatori: 250 | Gas Al-Janoob       | 3 - 0 | Victorian Melbourne | 25-12, 25-17, 25-13               |

##### Classifica
| Pos | Squadra             | Pt | G | V | P | SV | SP | Ratio | PF  | PS  | Ratio |
| --- | ------------------- | -- | - | - | - | -- | -- | ----- | --- | --- | ----- |
| 1   | Al-Arabi            | 9  | 3 | 3 | 0 | 9  | 1  | 9.000 | 251 | 194 | 1.293 |
| 2   | Gas Al-Janoob       | 5  | 3 | 2 | 1 | 7  | 5  | 1.400 | 260 | 242 | 1.074 |
| 3   | Nakhon Ratchasima   | 4  | 3 | 1 | 2 | 5  | 6  | 0.833 | 232 | 233 | 0.995 |
| 4   | Victorian Melbourne | 0  | 3 | 0 | 3 | 0  | 9  | 0.000 | 151 | 225 | 0.671 |

#### Girone D

##### Risultati
| 13 agosto 2015 Taipei Gymnasium, Taipei Durata: 1h:04 - Spettatori: 200 | Ninh Bình | 0 - 3 | Pavlodar  | 21–25, 17–25, 19–25        |
| 13 agosto 2015 Taipei Gymnasium, Taipei Durata: 1h:08 - Spettatori: 200 | Beijing   | 3 - 0 | Sohar     | 25–18, 25–17, 25–19        |
| 14 agosto 2015 Taipei Gymnasium, Taipei Durata: 1h:10 - Spettatori: 110 | Pavlodar  | 3 - 0 | Sohar     | 25–20, 25–13, 25–19        |
| 14 agosto 2015 Taipei Gymnasium, Taipei Durata: 1h:30 - Spettatori: 110 | Beijing   | 3 - 1 | Ninh Bình | 25–18, 25–13, 25–27, 25–16 |
| 15 agosto 2015 Taipei Gymnasium, Taipei Durata: 1h:05 - Spettatori: 200 | Sohar     | 0 - 3 | Ninh Bình | 20–25, 20–25, 20–25        |
| 15 agosto 2015 Taipei Gymnasium, Taipei Durata: 1h:57 - Spettatori: 300 | Beijing   | 1 - 3 | Pavlodar  | 25–23, 25–27, 17–25, 21–25 |

##### Classifica
| Pos | Squadra   | Pt | G | V | P | SV | SP | Ratio | PF  | PS  | Ratio |
| --- | --------- | -- | - | - | - | -- | -- | ----- | --- | --- | ----- |
| 1   | Pavlodar  | 9  | 3 | 3 | 0 | 9  | 1  | 9.000 | 250 | 197 | 1.269 |
| 2   | Beijing   | 6  | 3 | 2 | 1 | 7  | 4  | 1.750 | 263 | 228 | 1.153 |
| 3   | Ninh Bình | 3  | 3 | 1 | 2 | 4  | 6  | 0.666 | 206 | 235 | 0.876 |
| 4   | Sohar     | 0  | 3 | 0 | 3 | 0  | 9  | 0.000 | 166 | 225 | 0.737 |

### Seconda fase
| Girone E      | Girone F | Girone G            | Girone H    |
| ------------- | -------- | ------------------- | ----------- |
| Al-Arabi      | Pavlodar | NDS Kabul           | Al-Qadisiya |
| Gas Al-Janoob | Beijing  | Victorian Melbourne | Cignal HD   |
| Migrasiya VB  | Sangmu   | Nakhon Ratchasima   | Ninh Bình   |
| Taichung Bank | Paykan   | Panasonic Panthers  | Sohar       |

#### Girone E

##### Risultati
| 16 agosto 2015 University of Taipei Gymnasium, Taipei Durata: 1h:00 - Spettatori: 200 | Al-Arabi      | 3 - 0 | Migrasiya VB  | 25-15, 25-13, 25-11               |
| 16 agosto 2015 University of Taipei Gymnasium, Taipei Durata: 1h:07 - Spettatori: 500 | Taichung Bank | 3 - 0 | Gas Al-Janoob | 25-19, 25-17, 25-14               |
| 17 agosto 2015 University of Taipei Gymnasium, Taipei Durata: 2h:05 - Spettatori: 820 | Migrasiya VB  | 2 - 3 | Gas Al-Janoob | 21-25, 25-21, 27-25, 19–25, 13–15 |
| 17 agosto 2015 University of Taipei Gymnasium, Taipei Durata: 1h:51 - Spettatori: 750 | Taichung Bank | 3 - 2 | Al-Arabi      | 25-18, 22-25, 22-25, 25-20, 15-11 |

##### Classifica
| Pos | Squadra       | Pt | G | V | P | SV | SP | Ratio | PF  | PS  | Ratio |
| --- | ------------- | -- | - | - | - | -- | -- | ----- | --- | --- | ----- |
| 1   | Taichung Bank | 8  | 3 | 3 | 0 | 9  | 3  | 3.000 | 279 | 227 | 1.229 |
| 2   | Al-Arabi      | 7  | 3 | 2 | 1 | 8  | 4  | 2.000 | 275 | 237 | 1.160 |
| 3   | Gas Al-Janoob | 2  | 3 | 1 | 2 | 4  | 8  | 0.500 | 250 | 281 | 0.889 |
| 4   | Migrasiya VB  | 1  | 3 | 0 | 3 | 3  | 9  | 0.333 | 222 | 281 | 0.790 |

#### Girone F

##### Risultati
| 16 agosto 2015 University of Taipei Gymnasium, Taipei Durata: 1h:58 - Spettatori: 200 | Paykan   | 1 - 3 | Beijing  | 22-25, 26-28, 25-20, 23-25 |
| 16 agosto 2015 University of Taipei Gymnasium, Taipei Durata: 1h:28 - Spettatori: 400 | Pavlodar | 3 - 0 | Sangmu   | 25-23, 25-18, 26-24        |
| 17 agosto 2015 University of Taipei Gymnasium, Taipei Durata: 1h:44 - Spettatori: 100 | Sangmu   | 1 - 3 | Beijing  | 18-25, 25-21, 15-25, 24-26 |
| 17 agosto 2015 University of Taipei Gymnasium, Taipei Durata: 1h:40 - Spettatori: 150 | Paykan   | 3 - 1 | Pavlodar | 22-25, 25-15, 25-20, 25-11 |

##### Classifica
| Pos | Squadra  | Pt | G | V | P | SV | SP | Ratio | PF  | PS  | Ratio |
| --- | -------- | -- | - | - | - | -- | -- | ----- | --- | --- | ----- |
| 1   | Paykan   | 6  | 3 | 2 | 1 | 7  | 4  | 1.750 | 268 | 228 | 1.175 |
| 2   | Pavlodar | 6  | 3 | 2 | 1 | 7  | 4  | 1.750 | 247 | 250 | 0.988 |
| 3   | Beijing  | 6  | 3 | 2 | 1 | 7  | 5  | 1.400 | 283 | 278 | 1.017 |
| 4   | Sangmu   | 0  | 3 | 0 | 3 | 1  | 9  | 0.111 | 206 | 248 | 0.830 |

#### Girone G

##### Risultati
| 16 agosto 2015 Taipei Gymnasium, Taipei Durata: 1h:08 - Spettatori: 110 | Panasonic Panthers | 3 - 0 | Victorian Melbourne | 25-18, 25-17, 25-18               |
| 16 agosto 2015 Taipei Gymnasium, Taipei Durata: 1h:10 - Spettatori: 150 | Nakhon Ratchasima  | 3 - 0 | NDS Kabul           | 25-14, 25-15, 28-26               |
| 17 agosto 2015 Taipei Gymnasium, Taipei Durata: 1h:47 - Spettatori: 100 | NDS Kabul          | 3 - 2 | Victorian Melbourne | 25-18, 11-25, 25-21, 19-25, 15-12 |
| 17 agosto 2015 Taipei Gymnasium, Taipei Durata: 1h:31 - Spettatori: 100 | Panasonic Panthers | 1 - 3 | Nakhon Ratchasima   | 15-25, 25-21, 15-25, 19-25        |

##### Classifica
| Pos | Squadra             | Pt | G | V | P | SV | SP | Ratio | PF  | PS  | Ratio |
| --- | ------------------- | -- | - | - | - | -- | -- | ----- | --- | --- | ----- |
| 1   | Nakhon Ratchasima   | 9  | 3 | 3 | 0 | 9  | 1  | 9.000 | 249 | 191 | 1.303 |
| 2   | Panasonic Panthers  | 6  | 3 | 2 | 1 | 7  | 3  | 2.333 | 224 | 185 | 1.210 |
| 3   | NDS Kabul           | 2  | 3 | 1 | 2 | 3  | 8  | 0.375 | 186 | 254 | 0.732 |
| 4   | Victorian Melbourne | 1  | 3 | 0 | 3 | 2  | 9  | 0.222 | 216 | 245 | 0.881 |

#### Girone H

##### Risultati
| 16 agosto 2015 Taipei Gymnasium, Taipei Durata: 2h:08 - Spettatori: 150 | Cignal HD   | 3 - 2 | Sohar       | 18-25, 22-25, 29-27, 35-33, 15-13 |
| 16 agosto 2015 Taipei Gymnasium, Taipei Durata: 1h:04 - Spettatori: 100 | Ninh Bình   | 3 - 0 | Al-Qadisiya | 25-15, 25-17, 25-23               |
| 17 agosto 2015 Taipei Gymnasium, Taipei Durata: 1h:35 - Spettatori: 150 | Al-Qadisiya | 3 - 1 | Sohar       | 25-16, 25-22, 22-25, 25-22        |
| 17 agosto 2015 Taipei Gymnasium, Taipei Durata: 1h:39 - Spettatori: 150 | Cignal HD   | 1 - 3 | Ninh Bình   | 21-25, 26-24, 22-25, 20-25        |

##### Classifica
| Pos | Squadra     | Pt | G | V | P | SV | SP | Ratio | PF  | PS  | Ratio |
| --- | ----------- | -- | - | - | - | -- | -- | ----- | --- | --- | ----- |
| 1   | Ninh Bình   | 9  | 3 | 3 | 0 | 9  | 1  | 9.000 | 249 | 204 | 1.220 |
| 2   | Cignal HD   | 5  | 3 | 2 | 1 | 7  | 5  | 1.400 | 284 | 285 | 0.996 |
| 3   | Al-Qadisiya | 3  | 3 | 1 | 2 | 3  | 7  | 0.428 | 215 | 236 | 0.911 |
| 4   | Sohar       | 1  | 3 | 0 | 3 | 3  | 9  | 0.333 | 268 | 291 | 0.920 |

### Fase finale

#### Finali 1º e 3º posto
|  | Quarti        | Quarti   |               |        | Semifinali         | Semifinali         |  |  | Finale 1º/2º posto | Finale 1º/2º posto |
|  |               |          |               |        |                    |                    |  |  |                    |                    |
|  |               |          |               |        |                    |                    |  |  |                    |                    |
|  |               |          |               |        |                    |                    |  |  |                    |                    |
|  | Taichung Bank | 3        |               |        |                    |                    |  |  |                    |                    |
|  | Taichung Bank | 3        |               |        |                    |                    |  |  |                    |                    |
|  | Sangmu        | 1        |               |        |                    |                    |  |  |                    |                    |
|  | Sangmu        | 1        | Taichung Bank | 3      |                    |                    |  |  |                    |                    |
|  |               |          | Taichung Bank | 3      |                    |                    |  |  |                    |                    |
|  |               | Pavlodar | 0             |        |                    |                    |  |  |                    |                    |
|  | Pavlodar      | Pavlodar | 0             | 3      |                    |                    |  |  |                    |                    |
|  | Pavlodar      |          |               | 3      |                    |                    |  |  |                    |                    |
|  | Gas Al-Janoob | 1        |               |        |                    |                    |  |  |                    |                    |
|  | Gas Al-Janoob | 1        | Taichung Bank | 3      |                    |                    |  |  |                    |                    |
|  |               |          | Taichung Bank | 3      |                    |                    |  |  |                    |                    |
|  |               | Al-Arabi | 1             |        |                    |                    |  |  |                    |                    |
|  | Paykan        | Al-Arabi | 1             | 3      |                    |                    |  |  |                    |                    |
|  | Paykan        |          |               | 3      |                    |                    |  |  |                    |                    |
|  | Migrasiya VB  | 0        |               |        |                    |                    |  |  |                    |                    |
|  | Migrasiya VB  | 0        | Paykan        | 0      | Finale 3º/4º posto | Finale 3º/4º posto |  |  |                    |                    |
|  |               |          | Paykan        | 0      | Finale 3º/4º posto | Finale 3º/4º posto |  |  |                    |                    |
|  |               | Al-Arabi | 3             |        |                    |                    |  |  |                    |                    |
|  | Al-Arabi      | Al-Arabi | 3             | 3      | Pavlodar           | 1                  |  |  |                    |                    |
|  | Al-Arabi      |          |               | 3      | Pavlodar           | 1                  |  |  |                    |                    |
|  | Beijing       | 0        |               | Paykan | 3                  |                    |  |  |                    |                    |
|  | Beijing       | 0        |               |        | 3                  |                    |  |  |                    |                    |
|  |               |          |               |        |                    |                    |  |  |                    |                    |
|  |               |          |               |        |                    |                    |  |  |                    |                    |

##### Quarti di finale
| 19 agosto 2015 University of Taipei Gymnasium, Taipei Durata: 1h:03 - Spettatori: 100   | Paykan        | 3 - 0 | Migrasiya VB  | 25-21, 25-13, 25-13        |
| 19 agosto 2015 University of Taipei Gymnasium, Taipei Durata: 1h:10 - Spettatori: 200   | Al-Arabi      | 3 - 0 | Beijing       | 25-18, 25-17, 25-22        |
| 19 agosto 2015 University of Taipei Gymnasium, Taipei Durata: 1h:49 - Spettatori: 250   | Pavlodar      | 3 - 1 | Gas Al-Janoob | 19-25, 25-16, 25-19, 25-21 |
| 19 agosto 2015 University of Taipei Gymnasium, Taipei Durata: 1h:45 - Spettatori: 1 500 | Taichung Bank | 3 - 1 | Sangmu        | 25-18, 25-19, 26-28, 25-17 |

##### Semifinali
| 20 agosto 2015 University of Taipei Gymnasium, Taipei Durata: ? - Spettatori: ? | Paykan        | 0 - 3 | Al-Arabi | 23-25, 21-25, 15-25 |
| 20 agosto 2015 University of Taipei Gymnasium, Taipei Durata: ? - Spettatori: ? | Taichung Bank | 3 - 0 | Pavlodar | 25-19, 25-18, 25-21 |

##### Finale 3º posto
| 21 agosto 2015 University of Taipei Gymnasium, Taipei Durata: ? - Spettatori: ? | Pavlodar | 1 - 3 | Paykan | 13-25, 23-25, 28-26, 18-25 |

##### Finale
| 21 agosto 2015 University of Taipei Gymnasium, Taipei Durata: ? - Spettatori: ? | Taichung Bank | 3 - 1 | Al-Arabi | 21-25, 25-21, 25-23, 25-17 |

#### Finali 5º e 7º posto
|  | Semifinali    | Semifinali    | Semifinali |         |        | Finale 5º/6º posto | Finale 5º/6º posto | Finale 5º/6º posto |  |
|  |               |               |            |         |        |                    |                    |                    |  |
|  | Sangmu        | Sangmu        | 3          |         |        |                    |                    |                    |  |
|  | Sangmu        | Sangmu        | 3          |         |        |                    |                    |                    |  |
|  | Gas Al-Janoob | Gas Al-Janoob | 1          |         |        |                    |                    |                    |  |
|  | Gas Al-Janoob | Gas Al-Janoob | 1          |         | Sangmu | Sangmu             | 1                  |                    |  |
|  |               |               |            |         | Sangmu | Sangmu             | 1                  |                    |  |
|  |               |               | Beijing    | Beijing | 3      |                    |                    |                    |  |
|  | Migrasiya VB  | Migrasiya VB  | Beijing    | Beijing | 3      | 0                  |                    |                    |  |
|  | Migrasiya VB  | Migrasiya VB  |            |         |        | 0                  |                    |                    |  |
|  | Beijing       | Beijing       | 3          |         |        | Finale 7º/8º posto | Finale 7º/8º posto | Finale 7º/8º posto |  |
|  | Beijing       | Beijing       | 3          |         |        |                    |                    |                    |  |
|  |               |               |            |         |        |                    |                    |                    |  |
|  |               |               |            |         |        | Gas Al-Janoob      | Gas Al-Janoob      | 3                  |  |
|  |               |               |            |         |        | Gas Al-Janoob      | Gas Al-Janoob      | 3                  |  |
|  |               |               |            |         |        | Migrasiya VB       | Migrasiya VB       | 2                  |  |

##### Semifinali
| 20 agosto 2015 University of Taipei Gymnasium, Taipei Durata: ? - Spettatori: ? | Sangmu       | 3 - 1 | Gas Al-Janoob | 25-23, 21-25, 27-25, 25-22 |
| 20 agosto 2015 University of Taipei Gymnasium, Taipei Durata: ? - Spettatori: ? | Migrasiya VB | 0 - 3 | Beijing       | 19-25, 23-25, 19-25        |

##### Finale 7º posto
| 21 agosto 2015 University of Taipei Gymnasium, Taipei Durata: ? - Spettatori: ? | Gas Al-Janoob | 3 - 2 | Migrasiya VB | 16-25, 25-15, 25-18, 14-25, 15-13 |

##### Finale 5º posto
| 21 agosto 2015 University of Taipei Gymnasium, Taipei Durata: ? - Spettatori: ? | Sangmu | 1 - 3 | Beijing | 17–25, 23–25, 25–14, 19–25 |

#### Finali 9º e 11º posto
|  | Semifinali         | Semifinali         | Semifinali         |                    |                   | Finale 9º/10º posto  | Finale 9º/10º posto  | Finale 9º/10º posto  |  |
|  |                    |                    |                    |                    |                   |                      |                      |                      |  |
|  | Nakhon Ratchasima  | Nakhon Ratchasima  | 3                  |                    |                   |                      |                      |                      |  |
|  | Nakhon Ratchasima  | Nakhon Ratchasima  | 3                  |                    |                   |                      |                      |                      |  |
|  | Cignal HD          | Cignal HD          | 0                  |                    |                   |                      |                      |                      |  |
|  | Cignal HD          | Cignal HD          | 0                  |                    | Nakhon Ratchasima | Nakhon Ratchasima    | 3                    |                      |  |
|  |                    |                    |                    |                    | Nakhon Ratchasima | Nakhon Ratchasima    | 3                    |                      |  |
|  |                    |                    | Panasonic Panthers | Panasonic Panthers | 1                 |                      |                      |                      |  |
|  | Ninh Bình          | Ninh Bình          | Panasonic Panthers | Panasonic Panthers | 1                 | 0                    |                      |                      |  |
|  | Ninh Bình          | Ninh Bình          |                    |                    |                   | 0                    |                      |                      |  |
|  | Panasonic Panthers | Panasonic Panthers | 3                  |                    |                   | Finale 11º/12º posto | Finale 11º/12º posto | Finale 11º/12º posto |  |
|  | Panasonic Panthers | Panasonic Panthers | 3                  |                    |                   |                      |                      |                      |  |
|  |                    |                    |                    |                    |                   |                      |                      |                      |  |
|  |                    |                    |                    |                    |                   | Cignal HD            | Cignal HD            | 0                    |  |
|  |                    |                    |                    |                    |                   | Cignal HD            | Cignal HD            | 0                    |  |
|  |                    |                    |                    |                    |                   | Ninh Bình            | Ninh Bình            | 3                    |  |

##### Semifinali
| 19 agosto 2015 Taipei Gymnasium, Taipei Durata: 1h:04 - Spettatori: 100 | Nakhon Ratchasima | 3 - 0 | Cignal HD          | 25-18, 25-16, 25-14 |
| 19 agosto 2015 Taipei Gymnasium, Taipei Durata: 1h:10 - Spettatori: 100 | Ninh Bình         | 0 - 3 | Panasonic Panthers | 13-25, 23-25, 28-30 |

##### Finale 11º posto
| 20 agosto 2015 Taipei Gymnasium, Taipei Durata: ? - Spettatori: ? | Cignal HD | 0 - 3 | Ninh Bình | 20-25, 18-25, 21-25 |

##### Finale 9º posto
| 20 agosto 2015 Taipei Gymnasium, Taipei Durata: ? - Spettatori: ? | Nakhon Ratchasima | 3 - 1 | Panasonic Panthers | 25-23, 25-19, 22-25, 25-23 |

#### Finali 13º e 15º posto
|  | Semifinali          | Semifinali          | Semifinali          |                     |       | Finale 13º/14º posto | Finale 13º/14º posto | Finale 13º/14º posto |  |
|  |                     |                     |                     |                     |       |                      |                      |                      |  |
|  | NDS Kabul           | NDS Kabul           | 2                   |                     |       |                      |                      |                      |  |
|  | NDS Kabul           | NDS Kabul           | 2                   |                     |       |                      |                      |                      |  |
|  | Sohar               | Sohar               | 3                   |                     |       |                      |                      |                      |  |
|  | Sohar               | Sohar               | 3                   |                     | Sohar | Sohar                | 3                    |                      |  |
|  |                     |                     |                     |                     | Sohar | Sohar                | 3                    |                      |  |
|  |                     |                     | Victorian Melbourne | Victorian Melbourne | 1     |                      |                      |                      |  |
|  | Al-Qadisiya         | Al-Qadisiya         | Victorian Melbourne | Victorian Melbourne | 1     | 1                    |                      |                      |  |
|  | Al-Qadisiya         | Al-Qadisiya         |                     |                     |       | 1                    |                      |                      |  |
|  | Victorian Melbourne | Victorian Melbourne | 3                   |                     |       | Finale 15º/16º posto | Finale 15º/16º posto | Finale 15º/16º posto |  |
|  | Victorian Melbourne | Victorian Melbourne | 3                   |                     |       |                      |                      |                      |  |
|  |                     |                     |                     |                     |       |                      |                      |                      |  |
|  |                     |                     |                     |                     |       | NDS Kabul            | NDS Kabul            | 3                    |  |
|  |                     |                     |                     |                     |       | NDS Kabul            | NDS Kabul            | 3                    |  |
|  |                     |                     |                     |                     |       | Al-Qadisiya          | Al-Qadisiya          | 0                    |  |

##### Semifinali
| 19 agosto 2015 Taipei Gymnasium, Taipei Durata: 1h:57 - Spettatori: 150 | NDS Kabul   | 2 - 3 | Sohar               | 26-24, 25-19, 23-25, 28-30, 11-15 |
| 19 agosto 2015 Taipei Gymnasium, Taipei Durata: 1h:42 - Spettatori: 150 | Al-Qadisiya | 1 - 3 | Victorian Melbourne | 25-15, 28-30, 17-25, 17-25        |

##### Finale 15º posto
| 20 agosto 2015 Taipei Gymnasium, Taipei Durata: ? - Spettatori: ? | NDS Kabul | 3 - 0 | Al-Qadisiya | 25-20, 25-23, 25-14 |

##### Finale 13º posto
| 20 agosto 2015 Taipei Gymnasium, Taipei Durata: ? - Spettatori: ? | Sohar | 3 - 1 | Victorian Melbourne | 27-25, 25-19, 22-25, 25-17 |

## Classifica finale
| Pos | Squadre             | Qualificazione                    |
| --- | ------------------- | --------------------------------- |
|     | Taichung Bank       | Campionato mondiale per club 2016 |
|     | Al-Arabi            |                                   |
|     | Paykan              |                                   |
| 4   | Pavlodar            |                                   |
| 5   | Beijing             |                                   |
| 6   | Sangmu              |                                   |
| 7   | Gas Al-Janoob       |                                   |
| 8   | Migrasiya VB        |                                   |
| 9   | Nakhon Ratchasima   |                                   |
| 10  | Panasonic Panthers  |                                   |
| 11  | Ninh Bình           |                                   |
| 12  | Cignal HD           |                                   |
| 13  | Sohar               |                                   |
| 14  | Victorian Melbourne |                                   |
| 15  | NDS Kabul           |                                   |
| 16  | Al-Qadisiya         |                                   |

## Premi individuali
| Premio                | Nome              | Squadra       |
| --------------------- | ----------------- | ------------- |
| MVP                   | Huang Pei-hung    | Taichung Bank |
| Miglior palleggiatore | Huang Pei-hung    | Taichung Bank |
| Miglior opposto       | Osmel Camejo      | Al-Arabi      |
| Miglior schiacciatore | Chien-Chen Chen   | Taichung Bank |
| Miglior schiacciatore | Hung-Min Liu      | Taichung Bank |
| Miglior centrale      | Ibrahim Ibrahim   | Al-Arabi      |
| Miglior centrale      | Saeid Mostafavand | Paykan        |
| Miglior libero        | Yung-Shun Lin     | Taichung Bank |